# Chersodromia micra
Chersodromia micra är en tvåvingeart som beskrevs av Patrick Grootaert 1992. Chersodromia micra ingår i släktet Chersodromia och familjen puckeldansflugor. Inga underarter finns listade i Catalogue of Life.